# Armação de Pêra
Armação de Pêra est une paroisse portugaise située dans la municipalité de Silves, dans le district de Faro.
Elle possède une superficie de 9,15 kilomètres carrés, pour une population de 4 867 personnes (2011).
C'est un endroit touristique qui attire beaucoup de monde l'été du fait de sa plage et de son bord de mer. Elle se trouve à 30 minutes de l'aéroport de Faro, et accueille chaque été une fête foraine qui fait venir des centaines de personnes. 